# 14274 Landstreet
14274 Landstreet eller 2000 BL21 är en asteroid i huvudbältet som upptäcktes den 29 januari 2000 av Spacewatch vid Kitt Peak-observatoriet. Den är uppkallad efter den kanadensiske astronomen John Darlington Landstreet.
Asteroiden har en diameter på ungefär 21 kilometer och den tillhör asteroidgruppen Ursula.